# Ioan Lazăr
Ioan Lazăr (n. 18 septembrie 1947, Frumoasa, Teleorman, România – d. 19 septembrie 2024, București, România) a fost un critic de film român.
A obținut premiul pentru critică cinematografică al Asociației Cineaștilor din România (ACIN) pe anul 1986 „pentru volumul Cum se face un film” (ex aequo cu Alice Mănoiu), premiul pentru carte de cinema al Uniunii Cineaștilor din România (UCIN) pe anul 2005 „pentru volumele Barocul cinematografic și Stilistica filmului” și premiul special pentru cultură cinematografică al Uniunii Cineaștilor din România (UCIN) pe anul 2009 (ex aequo cu Sergiu Nicolaescu și Laurențiu Damian).

## Opera
- Arta narațiunii în filmul românesc - 50 de secvențe antologice, Ed. Meridiane, București, 1981
- Structuri filmice - o introducere în cinematograful românesc, 1983
- Cum se face un film, Ed. Cartea Românească, București, 1986
- Teme și stiluri cinematografice, 1987
- Istoria filmului în personaje și actori, 4 vol. (I- Cupluri literare. Cupluri cinematografice; II - Seductia feminina, fascinatia diabolica; III - Aventurierii si inocentii cinematografului, 1992-1994; IV
- Comedia literaturii și comedia cinematografică, 1995
- Amza Pellea, cel mai iubit dintre actori, 2004
- Barocul cinematografic, 2005
- Stilistica filmului, 2005
- Filmele etalon ale cinematografiei românești, 2009
- Cannes-ul românilor 1946-2010, 2010
- Istoria teoretică și estetică a filmului românesc, vol. I (1912-1947), 2013* Eugen Simion, Ovid. S. Crohmălniceanu, Dumitru Micu, Marin Mincu, Gheorghe Bulgăr, Emil Manu, Ștefan Borbély, Theodor Damian, Emilian Galaicu-Păun, Ioan Lazăr, Joachim Wittstock: Eseuri critice despre Christian W. Schenk, Dionysos Boppard 2022, ISBN 9783750440746